# Penaty
Penaty (łac. Dii Penates) – w mitologii rzymskiej bóstwa opiekuńcze pochodzenia etruskiego, strzegące ogniska domowego i spiżarni. Czczone razem z larami, przedstawiano je w postaci małych figurek z drewna, gliny, wosku, srebra lub kości słoniowej. Poświęcony był im jeden dzień każdego miesiąca, kiedy to posążki przystrajano kwiatami. W ofierze penatom składano wino, kadzidła, owoce, niekiedy także ofiary z młodych owiec i kóz.
Oprócz penatów domowych istniały także penaty publiczne, opiekujące się danym osiedlem lub miastem. Penaty miasta Rzymu, przedstawiane jako dwaj siedzący młodzieńcy, miały zostać przywiezione z Troi przez Eneasza; identyfikowane niekiedy z Dioskurami bóstwa najpierw przechowywano w Lawinium, a następnie przeniesiono do rzymskiej świątyni Westy.